# Лауритсен, Расмус
Расмус Стинсбек Лауритсен; (дат. Rasmus Steensbæk Lauritsen; род. 27 февраля 1996, Бранне, Дания) — датский футболист, центральный защитник клуба датской Суперлиги «Брондбю».

## Карьера
С четырёхлетнего возраста Лауритсен играл за молодёжные клубы «Хернинг Фремад» и «Бранне» прежде чем присоединиться к молодёжному клубу «Мидтьюллан» летом 2011 года.
В 19 лет у Лауритсена состоялся профессиональный дебют за основной клуб «Мидтьюлланн» 8 ноября 2015 года в игре Суперлиги против «Эсбьерга».

### «Скиве»
5 января 2016 года датский клуб «Скиве», выступавший в 1-м датском дивизионе, подписал с Расмусом двухлетнее соглашение. 1 декабря 2016 года Лауритсен забил первый гол в своей карьере в матче против клуба «Нествед», сравняв счёт на 26 минуте (матч закончился со счётом 3:2 в пользу «Скиве»).

### «Вайле»
Лауритсен подписал двухлетний контракт с клубом «Вайле» 9 июня 2017 года. Через несколько месяцев клуб продлил контракт Лауритсена ещё на один год.

### «Норрчёпинг»
11 февраля 2019 года Лауритсен подписал трехлетний контракт с ведущим шведским клубом «Норрчёпинг». В составе команды Расмус забил первый и единственный по состоянию на 2023 год гол в еврокубках. Он забил на 82 минуте единственный мяч своей команды во втором матче 3-го отборочного раунда Лиги Европы против израильского «Хапоэля». Команда проиграла матч 3:1 и вылетела с турнира со счётом 4:2 по итогу двух встреч.

### «Динамо» Загреб
2 октября 2020 года Лауритсен подписал контракт с действующим чемпионом Хорватии «Динамо Загреб». Он дебютировал двумя днями позже в матче против клуба «Вараждин» и допустил ошибку, которая привела к голу. Однако вскоре его игра резко улучшилась и мгновенно повлияла на защиту «Динамо», из-за чего команда не пропустила ни одного гола в пяти матчах группового этапа Лиги Европы, в которых защитник сыграл.

### «Брондбю»
30 января 2023 года Лауритсен вернулся в Данию и присоединился к клубу «Брондбю» с контрактом на четыре с половиной года. Он получил раннюю травму, из-за которой выбыл из игры на несколько месяцев. Дебютировав за клуб 10 апреля, заменив на 88-й минуте Фредерика Винтера, в матче датской лиги против «Норшелланна» («Брондбю» проиграл со счётом 2:1). 16 апреля он впервые вышел в стартовом составе и помог команде сохранить ворота сухими в матче против «Орхуса» (матч закончился со счётом 1:0 в пользу «Брондбю»).

## Личная жизнь
У Лауритсена есть брат-близнец Фредерик, который тоже играет в футбол.
Его любимый игрок — Энди Кэрролл, а любимая команда — «Арсенал».

## Достижения
«Мидтьюлланн»
- Чемпион Дании: 2014/15

«Динамо» Загреб
- Чемпион Хорватии: 2020/21
- Обладатель Кубка Хорватии: 2020/21[19]

## Статистика
По состоянию на 7 декабря 2023 года
| Выступление      | Выступление          | Выступление      | Лига | Лига | Кубки, | Кубки, | Еврокубки | Еврокубки | Прочие | Прочие | Итого | Итого |
| Клуб             | Лига                 | Сезон            | Игры | Голы | Игры   | Голы   | Игры      | Голы      | Игры   | Голы   | Игры  | Голы  |
| ---------------- | -------------------- | ---------------- | ---- | ---- | ------ | ------ | --------- | --------- | ------ | ------ | ----- | ----- |
| Мидтьюлланн      | Суперлига            | 2015/2016        | 1    | 0    | 0      | 0      | 0         | 0         | 0      | 0      | 1     | 0     |
| Мидтьюлланн      | Итого                | Итого            | 1    | 0    | 0      | 0      | 0         | 0         | 0      | 0      | 1     | 0     |
| Скиве            | 1-й датский дивизион | 2015/2016        | 11   | 0    | 1      | 0      | 0         | 0         | 0      | 0      | 12    | 0     |
| Скиве            | 1-й датский дивизион | 2016/2017        | 20   | 3    | 0      | 0      | 0         | 0         | 0      | 0      | 20    | 3     |
| Скиве            | Итого                | Итого            | 31   | 3    | 1      | 0      | 0         | 0         | 0      | 0      | 32    | 3     |
| Вайле            | 1-й датский дивизион | 2017/2018        | 30   | 6    | 0      | 0      | 0         | 0         | 0      | 0      | 30    | 6     |
| Вайле            | Суперлига            | 2018/2019        | 18   | 2    | 0      | 0      | 0         | 0         | 0      | 0      | 18    | 2     |
| Вайле            | Итого                | Итого            | 48   | 8    | 0      | 0      | 0         | 0         | 0      | 0      | 48    | 8     |
| Норрчёпинг       | Аллсвенскан          | 2019             | 26   | 5    | 0      | 0      | 6         | 1         | 0      | 0      | 32    | 6     |
| Норрчёпинг       | Аллсвенскан          | 2020             | 22   | 6    | 3      | 0      | 0         | 0         | 0      | 0      | 25    | 6     |
| Норрчёпинг       | Итого                | Итого            | 48   | 11   | 3      | 0      | 6         | 1         | 0      | 0      | 57    | 12    |
| Динамо Загреб    | Prva HNL             | 2020/21          | 24   | 1    | 3      | 0      | 11        | 0         | 0      | 0      | 38    | 1     |
| Динамо Загреб    | Prva HNL             | 2021/22          | 16   | 1    | 2      | 0      | 10        | 0         | 0      | 0      | 28    | 1     |
| Динамо Загреб    | Prva HNL             | 2022/23          | 9    | 1    | 1      | 0      | 4         | 0         | 1      | 0      | 15    | 1     |
| Динамо Загреб    | Итого                | Итого            | 49   | 3    | 6      | 0      | 25        | 0         | 1      | 0      | 81    | 3     |
| Брондбю          | Суперлига            | 2022/2023        | 9    | 0    | 0      | 0      | 0         | 0         | 0      | 0      | 9     | 0     |
| Брондбю          | Суперлига            | 2023/2024        | 6    | 0    | 0      | 2      | 0         | 0         | 0      | 0      | 6     | 2     |
| Брондбю          | Итого                | Итого            | 16   | 0    | 0      | 0      | 2         | 0         | 0      | 0      | 18    | 0     |
| Всего за карьеру | Всего за карьеру     | Всего за карьеру | 193  | 25   | 12     | 0      | 31        | 1         | 1      | 0      | 237   | 26    |

1. ↑  Кубок Дании, Кубок Швеции, Кубок Хорватии
2. ↑  Лига Европы, Лига чемпионов
3. ↑  Остальные официальные матчи